# Sound City (film)
Sound City è un film documentario del 2013 diretto da Dave Grohl.
La pellicola narra la storia dello studio di registrazione Sound City di Van Nuys, a Los Angeles.

## Produzione
Il documentario, che segna il debutto come regista di Dave Grohl, racconta la storia del leggendario studio di registrazione americano Sound City, dai suoi primi giorni nel 1969 fino alla sua chiusura nel 2011. Situato nella San Fernando Valley, in mezzo a file di magazzini fatiscenti, il Sound City ha ospitato, in più di quarant'anni di attività, artisti come Kyuss, Red Hot Chili Peppers, Fleetwood Mac, Neil Young, Rick Springfield, Tom Petty, Rage Against the Machine, Slipknot che hanno registrato e prodotto, nelle sale dello studio, alcuni tra i più rilevanti e innovativi dischi della storia della musica rock. Nel 1991, i Nirvana realizzano l'album Nevermind, prodotto e registrato proprio ai Sound City Studios e Dave Grohl, a quel tempo batterista della band, venne ispirato da questo evento nell'ideare, anni dopo, il documentario.
(Dave Grohl)
Il cuore pulsante del Sound City era la sua leggendaria consolle Neve 8028, costruita appositamente da Rupert Neve nel 1972 che, al momento della chiusura, Dave Grohl ha deciso di acquistare per farla rivivere nel suo Studio 606.
La colonna sonora del documentario, Sound City: Real to Reel, è stata pubblicata il 12 marzo 2013 e ha visto la partecipazione di vari artisti come Stevie Nicks, Paul McCartney, Krist Novoselic, Trent Reznor, Josh Homme, Pat Smear, Rick Springfield, Alain Johannes, e Corey Taylor. Per promuovere la colonna sonora, Grohl ha formato il supergruppo Sound City Players, composto da gran parte degli artisti apparsi in Sound City: Real to Reel.

## Distribuzione
Il film, prodotto per la Roswell Film, una divisione dell'etichetta discografica Roswell Records, attuale label dei Foo Fighters, è stato proiettato, in anteprima, al Sundance Film Festival il 18 gennaio 2013. Il 1º febbraio 2013 è stato distribuito on demand e nelle sale cinematografiche americane.